# 電氣管線

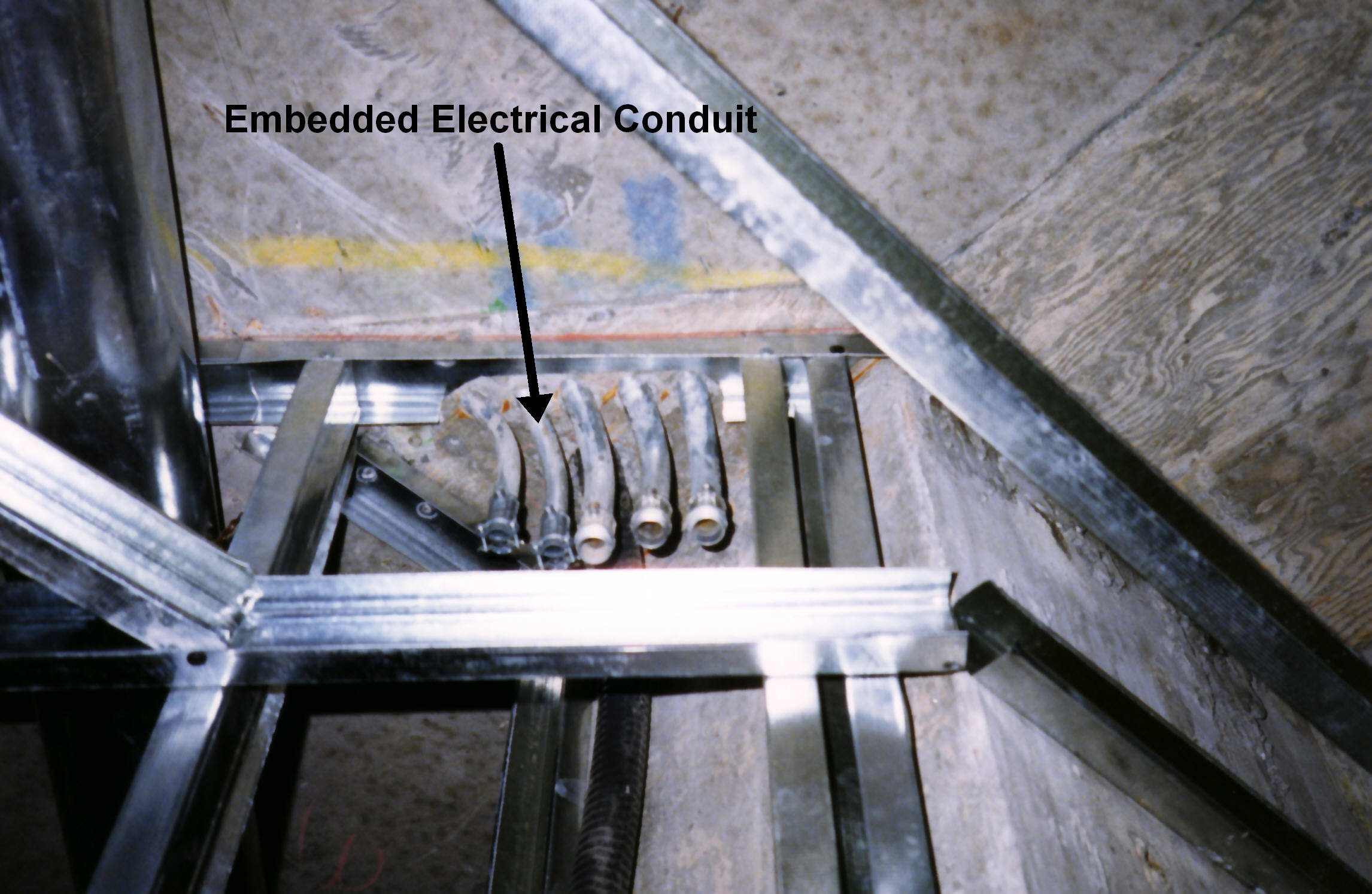
嵌入在混凝土中的電氣管線。

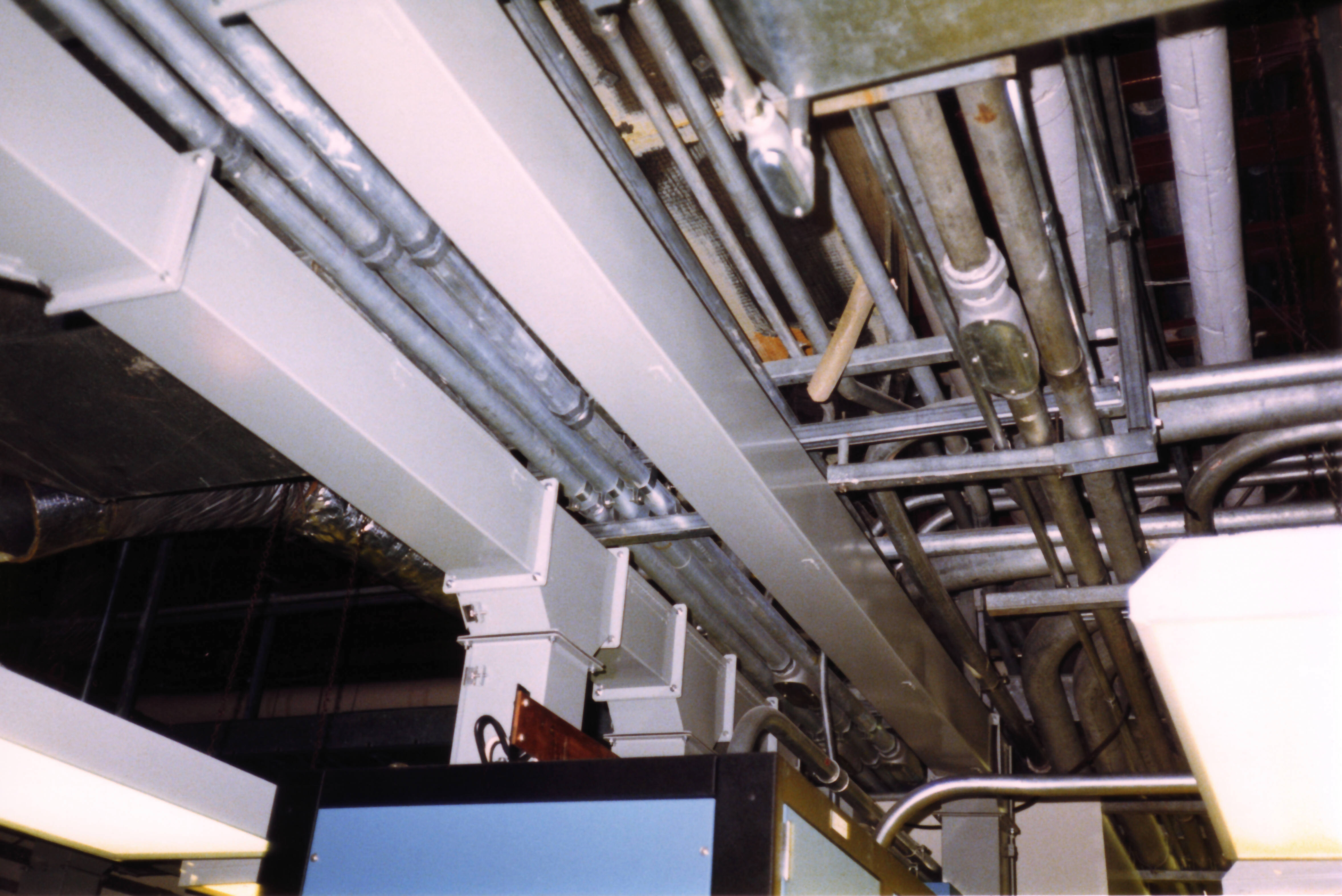
裝設在煉油廠天花板上的電氣管線。

電氣管線（Electrical conduit），簡稱電管，又稱配電導管，是在配線時用來保護和固定電線的管子。金屬、塑膠、各類纖維以及耐火泥都可以被用來製成電器管線。電氣管線大多是選用硬質的，但有時也會使用到軟的管線，也称波紋導管，採用柔性設計，可輕鬆彎曲成型，在剛性導管無法適用或安裝不便的場合尤為實用。
直接顯露在人眼可見的地方的管路稱為明管，埋設在建築裝潢中的管路則稱為暗管。
電氣管線通常要由電工來裝設。電氣管線的使用、製造以及安裝經常會受到法規的限制，像是美國的國家電氣規範（National Electrical Code, NEC）以及各式的建築規範。

## 歷史
延伸自早期在安裝燈光時使用氣管作為煤氣燈的氣體來源，雖然在現代煤氣燈遭電燈所取代了，但有鑑於這項技術能夠為導管內部的線路提供非常好的保護，電氣管線得以被延伸應用於各類的線路裝設。

## 种类
導管系統根據壁厚、機械剛度和管材材質進行分類。一般可以分為金屬管和非金屬管。 

### 金屬類
硬質金屬導管 (RMC) 是一種厚壁螺紋管，通常由塗層鋼、不銹鋼或鋁製成。 
鍍鋅硬質導管 (GRC) 是一種鍍鋅鋼管，其管壁足夠厚，可以進行螺紋加工。其常見應用是商業和工業建築。它旨在保護電線和連接器。
中間夾層金屬導管 (IMC) 是一種比 EMT 重但比 RMC 輕的鋼管。它可以進行螺紋加工。 
電氣金屬導管 (EMT)，有時也稱為薄壁管，通常用於代替鍍鋅硬質導管 (GRC)，因為它比 GRC 更便宜且更輕。EMT 本身沒有螺紋，但可以與夾在其上的螺紋配件一起使用。不同長度的導管通過夾式配件相互連接，並與設備連接。與 GRC 類似，EMT 在商業和工業建築中比在住宅應用中更常見。EMT 通常由塗層鋼製成，但也可能是鋁制的。 
鋁導管類似於鍍鋅鋼導管，是一種剛性管，通常用於需要更高耐腐蝕性的商業和工業應用。 

### 非金屬類
PVC導管一直被認為是與鋼導管材料相比重量最輕的，並且通常比其他形式的導管成本更低。 在北美電氣實踐中，PVC 導管有十三種不同的尺寸和壁厚可供選擇，其中薄壁品種僅適用於混凝土直埋，而較厚的品種則適用於直埋和戶外專案。大多數用於金屬導管的各種配件也有 PVC 形式。這種塑膠材料可以防潮並抵抗多種腐蝕性物質，但由於管材不導電，因此必須在每個導管中拉一根額外的接地導線。 PVC導管可在現場使用專門設計的加熱工具進行加熱和彎曲。 
增強型熱固性樹脂導管 (RTRC) 或玻璃纖維導管與金屬導管相比重量輕，有助於降低人工成本。它有時被稱為 FRE，代表“玻璃纖維增強環氧樹脂”，但該術語是 FRE Composites 的合法注冊商標。剛性非金屬導管 (RNC) 是一種非金屬無螺紋光滑壁管。 
電氣非金屬管 (ENT) 是一種薄壁波紋管，具有防潮和阻燃性能。它具有柔韌性，可以用手彎曲，並且通常具有柔性，但配件不具有柔性。由於其波紋形狀，它沒有螺紋，但某些配件可能有螺紋。

LSZH 導管（低煙無鹵導管）：這種新型電線導管通常由 PP 或 PE 等塑膠製成。
在業內，它有很多名稱，總結如下表：
| 低煙無鹵導管術語對照表 | 低煙無鹵導管術語對照表                                                  |
| ---------------------- | ----------------------------------------------------------------------- |
| 縮寫                   | 含義                                                                    |
| LSZH                   | Low smoke, zero halogen(低煙零鹵素)                                     |
| LSF                    | Low smoke, fume（低煙）                                                 |
| LSOH (LS0H)            | Low smoke, zero (0) halogen(低煙零鹵素)                                 |
| LSHF(LSFH)             | Low smoke, halogen-free(free halogen)(低煙零鹵素)                       |
| LSNH                   | Low smoke, non-halogen(低煙無鹵素)                                      |
| NHFR                   | Non-halogen, flame retardant(無鹵素阻燃)                                |
| HFFR                   | Halogen-free, flame retardant(無鹵素阻燃)                               |
| ZHFR                   | Zero Halogen, Flame Retardant(零鹵素阻燃)                               |
| OHLS                   | Zero Halogen, Flame Retardant(零鹵素阻燃)                               |
| HFT                    | Halogen Free and Flame Retardant, Temperature Resistant(無鹵阻燃耐高溫) |
| RKHF                   | RK means wall thickness, Halogen Free(RK是壁厚，無鹵素)                 |